# Abendroth Peak
Abendroth Peak är en bergstopp i Antarktis. Den ligger på Antarktishalvön i Västantarktis. Argentina, Chile och Storbritannien gör anspråk på området. Toppen på Abendroth Peak är 1 041 meter över havet, eller 65 meter över den omgivande terrängen. Bredden vid basen är 7,0 km.
Terrängen runt Abendroth Peak är kuperad västerut, men österut är den platt. Trakten är obefolkad. Det finns inga samhällen i närheten.